# Éternel en gloire entre les saintes Marie de Magdala et Catherine de Sienne
Éternel en gloire entre les saintes Marie de Magdala et Catherine de Sienne (en italien, Dio Padre in gloria tra le sante Maria Maddalena e Caterina da Siena est une peinture à l'huile sur toile transférée sur bois datant de 1509 réalisée par le peintre toscan Fra Bartolomeo. L'œuvre ,qui mesure 3,61 m de haut pour 2,36 m de large, est conservée au Musée de la villa Guinigi de Lucques. 

## Historique
Au début de 1508 Fra Bartolomeo se rend à Venise afin de réaliser un retable pour les dominicains de l'église San Pietro Martire à Murano. 
Des problèmes de payement font que l'artiste quitte Venise en emportant avec lui l'œuvre qui aboutit à Lucques pour finir après les suppressions des ordres au musée local.

## Description
La composition s'inscrit dans un format vertical à haut cintré dans lequel Dieu le père apparaît en gloire dans une nuée et soulevé par quatre angelots dont celui du bas tient tendu un phylactère entre ses mains. Dieu lève la main droite en bénédiction et tient de l'autre l'alpha et l'oméga inscrit sur un livre ouvert. Quelques anges portant des couronnes de fleurs volent autour de lui, les deux du bas tiennent un collier de perles et de pierres précieuses retenu  au centre par le phylactère affichant •DIVINVS•AMOR•EXTASIM•FACIT•.
Sur la partie inférieure de la composition, deux saintes se tiennent en prière à genoux sur des nuages et on les identifie à leurs attributs : Marie de Magdala à gauche vêtu de rouge portant son flacon de nard ; Catherine de Sienne à droite en habit monacal, une branche de lys posée à ses pieds sur un livre tenant sur la tranche. La première sainte porte son regard vers le spectateur, la seconde vers Dieu.
Un paysage champêtre, avec plan d'eau, pont et bâtiments, sur un horizon très bas, s'ouvre au-delà d'un portique dont on aperçoit les futs carrés des colonnes et un des socles à gauche.